# Dendropsophus aperomeus
Dendropsophus aperomeus es una especie de anfibios de la familia Hylidae. Es endémica del Perú.
Sus hábitats naturales incluyen montanos secos y marismas intermitentes de agua dulce.